# Дурбин, Дина
Дина Ду́рбин (англ. Deanna Durbin; настоящее имя — Эдна Мэй Дурбин (англ. Edna Mae Durbin); 4 декабря 1921, Виннипег, Канада — 17 апреля 2013, Нофль-ле-Шато, Франция) — канадская певица и актриса, звезда Голливуда 1940-х годов.

## Ранние годы
Эдна Мэй Дурбин родилась в Канаде в городе Виннипеге (провинция Манитоба) в семье иммигрантов из Манчестера, Англия. Отец — Джеймс Аллен Дурбин, мать — Ада Дурбин (в девичестве Рид). Родители переехали в Голливуд в 1923 году, когда Эдне не было и двух лет. У будущей звезды была старшая сестра Эдит, которая помогала ей в 1930-е годы.

## Карьера
С детских лет Дурбин отличало пристрастие к музыке и прекрасный голос. В четырнадцатилетнем возрасте она заключила контракт с киностудией MGM на съёмки в короткометражных фильмах совместно с Джуди Гарленд. Первый успех пришёл к ней после съёмок в мюзикле «Каждое воскресенье». Однако руководство студии не захотело продлевать контракт с Диной Дурбин и она перешла сниматься в киностудию Universal Pictures. Первый же фильм «Три милых девушки» вновь стал для неё успешным. В 1938 году она получила престижную кинопремию «Оскар» в молодёжной категории (англ. Academy Juvenile Award). В 1940 году она была самой высокооплачиваемой актрисой в США, получая за съёмки в одном фильме 400 000 долларов.
Основным амплуа Дины Дурбин были роли маленьких Золушек. Такой её видели режиссёры и зрители. В середине 1940-х годов она попыталась сняться в более сложных ролях в фильмах «Рождество» и «Леди в поезде», но публика не приняла эти роли: зрители предпочли видеть её в ролях тех девушек-подростков, в которых она появлялась на экране.
В 1948 году руководство киностудии прекратило контракт с Диной Дурбин, заявив, что она слишком стара, чтобы играть роли молоденьких девушек, а для более сложных ролей она не слишком талантлива. При этом руководство студии забыло, что именно фильм «Три милых девушки» в своё время спас киностудию от банкротства.
1948 и 1949 годы стали самой чёрной полосой в жизни Дины Дурбин: прекращение съёмок в кинофильмах, развод с мужем. Её в этот сложный период жизни поддержали два человека: сценарист Джо Пастернак и французский кинорежиссёр Шарль Давид (в 1945 году он был режиссёром фильма «Леди в поезде» с участием Дурбин). Первый предложил ей вернуться работать на киностудию MGM, но она отказалась, а за второго она вышла замуж и уехала в Париж. В брачном контракте было записано, что она имеет право жить в безвестности. Этот пункт был включён по её настоянию.
С тех пор она практически никому не давала интервью, делая исключения в самых редких случаях. А добивающимся интервью журналистам она отвечала по телефону, что может сказать только одно: «Я ненавижу Голливуд!».
Руководитель MGM Луис Барт Майер несколько раз пытался уговорить Дину Дурбин возобновить контракт с MGM. В начале 1950-х он предложил ей почти миллион долларов за съёмки в фильме вместе со знаменитым певцом и актёром Марио Ланца. Дурбин отклонила предложение, как и главные роли в бродвейских мюзиклах «Моя прекрасная леди» и «Оклахома!».
Деньги, которые она заработала на съёмках, были удачно вложены в бизнес и позволили ей вести вполне обеспеченный образ жизни. В 1999 году её муж, Шарль Давид, скончался, и с тех пор Дина Дурбин проживала в городке Нофль-ле-Шато около Парижа.
В СССР в прокате был очень популярен фильм «Сестра его дворецкого», в котором она исполнила фрагменты трёх романсов на русском языке — «Эй, ямщик, гони-ка к „Яру“…», «Калитка», «Две гитары». Центральное телевидение неоднократно включало эти песни в состав праздничных киноконцертов.
Знаменитый советский и российский виолончелист и дирижёр Мстислав Ростропович в середине 1980-х годов в одном из интервью отмечал, что творчество Дурбин оказало на него очень важное музыкальное влияние.
30 апреля 2013 года в сообществе актрисы было опубликовано сообщение её сына, согласно которому актриса скончалась «несколько дней назад». Никаких других подробностей смерти не было. Позже, по сообщению «Associated Press» со ссылкой на друга семьи Дурбин, было сообщено, что актриса умерла около 20 апреля.

## Личная жизнь
C 1941 по 1943 год Дурбин была замужем за ассистентом режиссёра Воном Полом.
В августе 1945 года Дина вышла замуж за сценариста Феликса Джексона, в феврале 1946 года у них родилась дочь Джессика Луиз. Пара рассталась в 1947 году, но они публично не сообщали об этом до 1948 года, а развод был окончательно завершён в ноябре 1949 года.
В 1950 году Дурбин вступила в брак с режиссёром Шарлем Анри Давидом, с которым прожила вплоть до его смерти в марте 1999 года. В июне 1951 года у пары родился сын Питер.

## Фильмография
Уже первая роль стала матрицей почти всех ее 24 ролей. Ей часто приписывают амплуа Золушки — это не так, хотя Золушкой она тоже бывала. Она скорее тетушка-волшебница, выбравшая себе новое, юное тело. Она не верила в чудеса, а сама их творила: в «Сестре его дворецкого» (1943) Фрэнка Борзеджа, «Трёх милых девушках» (1936), «Ста мужчинах» и  «Всё началось с Евы» (1941)  Костера — её Пигмалиона. Воссоединяла родителей, приносила успех безработным оркестрантам, возвращала к жизни язвительного старика-миллионера.
| Год  |     | Русское название             | Оригинальное название      | Роль                          |
| ---- | --- | ---------------------------- | -------------------------- | ----------------------------- |
| 1936 | кор | Каждое воскресенье           | Every Sunday               | Эдна                          |
| 1936 | ф   | Три милых девушки            | Three Smart Girls          | Пенни                         |
| 1937 | ф   | Сто мужчин и одна девушка    | One Hundred Men and a Girl | Патриция Кардуэлл             |
| 1938 | ф   | Без ума от музыки            | Mad About Music            | Глория Харкинсон              |
| 1938 | ф   | Тот самый возраст            | That Certain Age           | Элис Фуллертон                |
| 1939 | ф   | Три милые девушки взрослеют  | Three Smart Girls Grow Up  | Пенни                         |
| 1939 | ф   | Первый бал                   | First Love                 | Констанс Хардинг              |
| 1940 | ф   | Это — свидание               | It’s a Date                | Памела Дрейк                  |
| 1940 | ф   | Весенний вальс               | Spring Parade              | Илонка Толни                  |
| 1941 | ф   | Милая девушка?               | Nice Girl?                 | Джейн Дана                    |
| 1941 | ф   | Всё началось с Евы           | It Started with Eve        | Энн Терри                     |
| 1943 | ф   | Удивительная миссис Холлидей | The Amazing Mrs. Holliday  | Рут Керк Холлидей             |
| 1943 | ф   | То, что она не отдаст        | Hers to Hold               | Пенни                         |
| 1943 | ф   | Сестра его дворецкого        | His Butler’s Sister        | Энн Картер                    |
| 1944 | кор | —                            | The Shining Future         | в роли самой себя             |
| 1944 | ф   | Рождественские каникулы      | Christmas Holiday          | Джеки Ламонт / Эбигейл Мартин |
| 1944 | ф   | Не могу не петь              | Can’t Help Singing         | Кэролайн Фрост                |
| 1945 | ф   | Леди в поезде                | Lady on a Train            | Никки Коллинз                 |
| 1946 | ф   | Из-за него                   | Because of Him             | Ким Уокер                     |
| 1947 | ф   | Я буду твоей                 | I’ll Be Yours              | Луиз Гинглбушер               |
| 1947 | ф   | Что навеял ветер             | Something in the Wind      | Мэри Коллинз                  |
| 1948 | ф   | В центральном парке          | Up in Central Park         | Рози Мур                      |
| 1948 | ф   | Ради любви к Мэри            | For the Love of Mary       | Мэри Пеппертри                |